# Абдулов, Самир Джамал оглы
Самир Джамал оглы Абдулов (азерб. Abdulov Samir Camal oğlu; род. 8 мая 1987, Баку) — азербайджанский футболист, амплуа — нападающий. Выступает в составе команды «Шуша».

## Биография
Самир Абдулов родился 8 мая 1987 года в городе Сумгаите. В 1995 году начал заниматься футболом в сумгаитской футбольной школе под руководством заслуженного тренера Тофига Рзаева и Агамусы Багирова. Провёл здесь 8 лет. Является выпускником факультета журналистики азербайджанского международного университета, в котором обучался с 2004 по 2008 год.

### Клубная карьера
Самир Абдулов является воспитанником сумгаитской школы футбола. Первые годы своей профессиональной карьеры футболиста провёл в сумгаитских клубах «Хазар-Сумгаит» и «Гянджларбирлийи». В дальнейшем защищал также цвета клубов «Карван» Евлах, «Симург» Загатала, АЗАЛ Баку, «Гянджа» и «Сумгаит».
Летом 2012 года перешёл в клуб «Нефтчала», выступающий в первом дивизионе азербайджанского первенства. В феврале 2014 года, во время зимнего трансферного окна подписал полугодовой контракт с другим клубом первого дивизиона — ФК «Шуша».

### Сборная
Самир Абдулов имеет опыт выступления за юношеские сборные Азербайджана до 17 и 19 лет, за молодёжную и национальную сборные страны.

## Достижения
- Серебряный призёр чемпионата Азербайджана: 2006
- Бронзовый призёр чемпионата Азербайджана: 2007
- Серебряный призёр первой лиги Азербайджана: 2014
- Финалист кубка Азербайджана: 2006

## Статистика выступлений

### В чемпионате
Статистика выступлений в чемпионате Азербайджана по сезонам:
| №  | Сезон     | Клуб              | Игр | Голов |
| -- | --------- | ----------------- | --- | ----- |
| 1  | 2003/2004 | «Хазар — Сумгаит» | 10  | 1     |
| 2  | 2004/2005 | «Гянджларбирлийи» | 24  | 2     |
| 3  | 2005/2006 | «Карван»          | 39  | 4     |
| 4  | 2006/2007 | «Симург»          | 5   | 0     |
| 5  | 2009/2010 | «АЗАЛ»            | 10  | 0     |
| 6  | 2010/2011 | «АЗАЛ»            | 8   | 0     |
| 7  | 2010/2011 | «Гянджа»          | 7   | 1     |
| 8  | 2011/2012 | «Сумгаит»         | 10  | 1     |
| 9  | 2013/2014 | «Нефтчала»        | 35  | 8     |
| 10 | 2013/2014 | «Шуша»            | 11  | 5     |

### В кубке
Статистика выступлений в Кубке Азербайджана по сезонам:
| № | Сезон     | Клуб       | Игр | Голов |
| - | --------- | ---------- | --- | ----- |
| 1 | 2009/2010 | «АЗАЛ»     | 3   | 0     |
| 2 | 2010/2011 | «АЗАЛ»     | 1   | 0     |
| 3 | 2011/2012 | «Сумгаит»  | 1   | 1     |
| 4 | 2012/2013 | «Нефтчала» | 2   | 1     |
| 5 | 2013/2014 | «Нефтчала» | 1   | 0     |